# Famiglie in missione
Le famiglie in missione sono famiglie provenienti dal Cammino Neocatecumenale che si offrono liberamente, lasciando casa, lavoro e amicizie, per andare come in missione nel mondo secondo le esigenze del Cammino e dietro richiesta dei vescovi della Chiesa cattolica, laddove si ritenga necessaria un'azione di evangelizzazione (implantatio ecclesiae) e di fondazione del Cammino Neocatecumenale.
Le famiglie danno la loro disponibilità per andare in qualunque parte del mondo, in modo gratuito, nella precarietà e confidando nella Provvidenza, e ricevono la loro destinazione in convegni appositi ("convivenze delle famiglie"), dall'Èquipe Responsabile del Cammino (attualmente composta da Kiko Argüello, María Ascensión Romero e padre Mario Pezzi). La loro partenza avviene di solito alla presenza del proprio vescovo con una cerimonia ufficiale.
La famiglia in missione resta unita alla propria parrocchia e comunità neocatecumenale, alla quale ritorna periodicamente. Inoltre resta libera di interrompere in qualsiasi momento la propria esperienza missionaria.
Le famiglie in missione sono nate nel 1986 per la nuova evangelizzazione del mondo. Da allora ci sono state alcune cerimonie di invio, tra cui quelle del 12 dicembre 1994 e del 30 dicembre 1988, presiedute da papa Giovanni Paolo II.
Le ultime celebrazioni di invio di famiglie sono state presiedute da  papa Benedetto XVI il 12 gennaio 2006, il 10 gennaio 2009 e il 17 gennaio 2011 con l'invio di circa duecento famiglie per volta. Con queste, il totale delle famiglie in missione raggiunge attualmente il numero di oltre ottocento.